# Distribuzione spettrale di energia

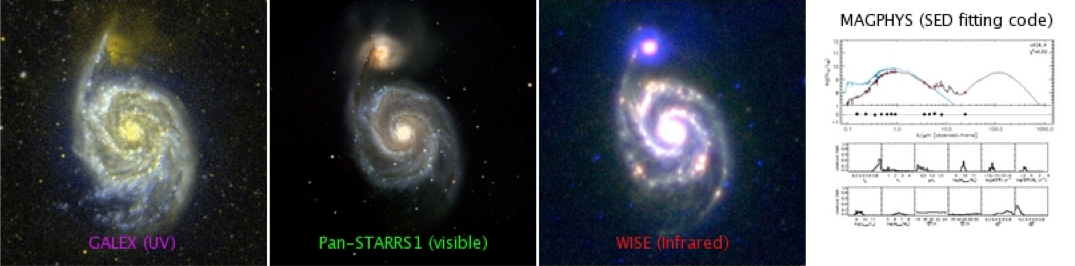
Diagramma della SED della galassia M51 (a destra dell'immagine) ottenuto combinando i dati a differenti lunghezze d'onda (nelle immagini da sx a dx: UV, visibile e IR)

La distribuzione spettrale di energia (nella letteratura scientifica in genere abbreviata in SED, acronimo dell' inglese Spectral Energy Distribution) è un diagramma che rappresenta la luminosità o la densità del flusso dell'energia emessa in funzione della frequenza o della lunghezza d'onda.
Questo tipo di diagrammi sono utilizzati in molti campi dell'astronomia per caratterizzare le sorgenti di emissione. Nella radioastronomia una SED
con un indice spettrale negativo intorno a -0,7 indica una fonte di radiazione di sincrotrone; i diagrammi sono utilizzati anche per misurare la Bremsstrahlung e altri meccanismi di emissione. Nell'astronomia dell'infrarosso, la SED viene usata per classificare gli oggetti stellari giovani.

## Rivelatori per la distribuzione spettrale dell'energia
I ratei di conteggio osservati da una data sorgente di radiazione astronomica non sono correlabili in modo semplice al flusso proveniente da tale sorgente, come avviene nel caso del flusso incidente che incontra lo strato superiore dell'atmosfera terrestre. Questa mancanza di una relazione semplice è in gran parte dovuta alle complesse proprietà dei rivelatori di radiazione.

### Proprietà
Le proprietà dei rivelatori possono essere suddivise come segue:
- rivelatori che attenuano solo il raggio, includendo:
  1. l'atmosfera residua tra la sorgente e il rivelatore,
  2. l'assorbimento nella finestra del rivelatore (quando presente),
  3. l'efficienza quantica del mezzo di rilevamento;[2]
- rivelatori che ridistribuiscono il raggio di energia rilevata, per:
  1. fenomeni di dispersione dei fotoni di fluorescenza,
  2. la risoluzione energetica intrinseca del rivelatore.[2]